# Mike Hudson
Michael „Mike“ Hudson (* 6. Februar 1967 in Guelph, Ontario) ist ein ehemaliger kanadischer Eishockeyspieler, der im Verlauf seiner aktiven Karriere zwischen 1984 und 1999 unter anderem 465 Spiele für die Chicago Blackhawks, Edmonton Oilers, New York Rangers, Pittsburgh Penguins, Toronto Maple Leafs, St. Louis Blues und Phoenix Coyotes in der National Hockey League (NHL) auf der Position des Centers bestritten hat. Zudem war Hudson in der Deutschen Eishockey Liga (DEL) für die Augsburger Panther und Adler Mannheim aktiv. Seine größten Karriereerfolg feierte er in Diensten der New York Rangers mit dem Gewinn des Stanley Cups im Jahr 1994.

## Karriere
Hudson begann seine Karriere bei den Hamilton Steelhawks und den Sudbury Wolves in der kanadischen Juniorenliga Ontario Hockey League (OHL), bevor er beim NHL Entry Draft 1986 in der siebten Runde an 140. Position von den Chicago Blackhawks aus der National Hockey League (NHL) ausgewählt (gedraftet) wurde.
Nach einem Jahr bei den Saginaw Hawks, dem Farmteam der Blackhawks aus der International Hockey League (IHL), absolvierte der Flügelstürmer in der Saison 1988/89 seine ersten NHL-Einsätze für Chicago, wo er schnell zum Stammspieler avancierte. Während der Spielzeit 1992/93 wurde Hudson von den Blackhawks im Tausch für Craig Muni zu den Edmonton Oilers transferiert, für die er aber nur fünf Spiele absolvierte und die er zum Saisonanfang 1993/94 über den NHL Waiver Draft in Richtung New York Rangers verließ. Mit den Rangers konnte der Kanadier im Verlauf der Stanley-Cup-Playoffs 1994 die gleichnamige Trophäe gewinnen, wechselte dann abermals über den Waiver Draft zu den Pittsburgh Penguins. Weitere NHL-Stationen Hudsons waren ab dem September 1995 die Toronto Maple Leafs, denen er sich als Free Agent anschloss, sowie anschließend die St. Louis Blues, die ihn im Januar 1996 über die Waiver-Liste verpflichteten. Den Phoenix Coyotes schloss sich der Kanadier im Sommer 1996 ebenfalls als Free Agent an. Allerdings konnte Hudson nicht mehr an vergangene Erfolge anknüpfen, für die Phoenix Coyotes selbst spielte er beispielsweise nur insgesamt sieben Mal und lief stattdessen für deren IHL-Kooperationspartner Phoenix Roadrunners auf.
Im Sommer 1997 wagte der 30-Jährige daher den Wechsel nach Europa und unterschrieb einen Vertrag bei den Augsburger Panthern aus der Deutschen Eishockey Liga (DEL). Noch während der Saison wechselte Hudson allerdings im Tausch für seinen Landsmann Denis Chassé zum Ligakonkurrenten Adler Mannheim, mit denen er in den folgenden zwei Finalserien die Deutsche Meisterschaft gewann und danach seine Karriere im Sommer 1999 im Alter von 32 Jahren beendete.

## Erfolge und Auszeichnungen
- 1994 Stanley-Cup-Gewinn mit den New York Rangers
- 1998 Deutscher Meister mit den Adler Mannheim
- 1999 Deutscher Meister mit den Adler Mannheim

## Karrierestatistik
(Legende zur Spielerstatistik: Sp oder GP = absolvierte Spiele; T oder G = erzielte Tore; V oder A = erzielte Assists; Pkt oder Pts = erzielte Scorerpunkte; SM oder PIM = erhaltene Strafminuten; +/− = Plus/Minus-Bilanz; PP = erzielte Überzahltore; SH = erzielte Unterzahltore; GW = erzielte Siegtore; 1 Play-downs/Relegation; Kursiv: Statistik nicht vollständig)